# Walkeria atlantica
Walkeria atlantica is een mosdiertjessoort uit de familie van de Walkeriidae. De wetenschappelijke naam van de soort is voor het eerst geldig gepubliceerd in 1886 door Busk.